# Piazza del Popolo (Ravenna)
Piazza del Popolo è la principale piazza di Ravenna.

## Storia
L'origine della piazza va fatta risalire al tardo XIII secolo, quando la famiglia Da Polenta diventò padrona della città. Il centro politico divenne la residenza di Bernardino da Polenta, che il nobile aveva costruito sui resti di un antico palazzo costruito sulla riva del Padenna, il fiume cittadino. La Casa di Bernardino non è da confondere con la Domus Magna della famiglia Da Polenta, che si trovava qualche centinaio di metri più a sud, nell'attuale via G. Mazzini.
Contestualmente fu creata la piazza del Comune, allargando la strada prospiciente alla residenza signorile. Nella seconda metà del XIV secolo sul lato sud della piazza fu costruito il palazzo del Rettore di Romagna. Nel 1444 i veneziani, che avevano preso Ravenna tre anni prima, trasferirono la sede del Comune in un palazzo di nuova costruzione (detto "palazzetto veneziano"), eretto tra il palazzo del Rettore e la vecchia sede comunale. Inoltre eseguirono lavori di abbellimento: nel 1483 selciarono la pavimentazione ed eressero due colonne in granito, sulla vetta delle quali posero il Leone di San Marco e la statua di Sant'Apollinare. I basamenti delle due colonne furono realizzati dallo scultore Pietro Lombardo. 
Il dominio veneziano terminò nel 1509. Dopo il ritorno di Ravenna nello Stato Pontificio, la città divenne capoluogo della Legazione di Romagna. Negli anni 1530 i ravennati abbatterono il Leone di San Marco; la sommità della colonna rimase spoglia per circa un secolo.

Nel 1544 il palazzo del Rettore fu ampliato, inglobando parte del palazzo veneziano, e divenne palazzo Apostolico, sede del cardinal legato e di tutti i dicasteri.

Nel 1639 il Consiglio della Comunità accettò una cospicua donazione del monastero di San Vitale e deliberò l'installazione della statua del santo sulla seconda colonna marmorea della piazza. L'operazione fu eseguita nel 1644.

Nel 1681 il palazzo dei Da Polenta fu abbattuto e sostituito dall'attuale palazzo Comunale. Del precedente palazzo patrizio si salvarono, oltre alle colonne portanti, solo poche parti: la scala d'accesso (che risale almeno al 1411), la pigna e il voltone a cavalcavia (con affreschi di notevole pregio risalenti alla prima metà del XVI secolo).

Nel 1696 il palazzo Apostolico fu interamente ristrutturato e ampliato per ordine del cardinal legato Francesco Barberini.

Nel 1857 la facciata del palazzo Comunale assunse l'aspetto attuale quando fu coronato da una serie di merli ghibellini. Da allora i ravennati lo chiamano familiarmente «Palazzo Merlato».
Sono degni di nota anche altri edifici civili situati nella piazza, quali: 
- il palazzo ex sede della Banca Nazionale del Lavoro, costruito dall'architetto Camillo Morigia; è collegato al palazzo della prefettura da un voltone (il secondo della piazza) dal quale è possibile scorgere la tomba di Dante, opera dello stesso architetto;
- il Palazzo Rasponi del Sale, attuale sede della banca UniCredit, di recente ristrutturazione. La facciata è stata riportata al nuovo, riqualificando notevolmente l'estetica della piazza.

Dal giugno 1969 la piazza è chiusa al traffico veicolare ed è completamente pedonalizzata. È stata la prima piazza di Ravenna ad essere stata chiusa al traffico.